# Вајнгартен (Палатинат)
Вајнгартен (њем. Weingarten) општина је у њемачкој савезној држави Рајна-Палатинат. Једно је од 31 општинског средишта округа Гермерсхајм. Према процјени из 2010. у општини је живјело 1.705 становника. Посједује регионалну шифру (AGS) 7334032.

## Географски и демографски подаци
Вајнгартен се налази у савезној држави Рајна-Палатинат у округу Гермерсхајм. Општина се налази на надморској висини од 123 метра. Површина општине износи 6,7 km². У самом мјесту је, према процјени из 2010. године, живјело 1.705 становника. Просјечна густина становништва износи 256 становника/km².

## Међународна сарадња
| Мјесто | Држава    | Врста сарадње | Од    |
| ------ | --------- | ------------- | ----- |
|        | Француска | партнерство   | 1994. |
| Извор  |           |               |       |